# Leonardo Visconti di Modrone
Leonardo Visconti di Modrone (Milano, 3 febbraio 1947) è un diplomatico italiano.

Stemma dei Visconti di Modrone.

Dal 2017 è Governatore Generale dell'Ordine Equestre del Santo Sepolcro di Gerusalemme.

## Biografia
Leonardo Visconti di Modrone è quarto figlio del conte Raimondo Visconti di Modrone e della contessa Elena Castellini. Studiò a Milano, laureandosi a pieni voti e lode in scienze economiche e commerciali nel 1970 presso l'Università commerciale Luigi Bocconi. 

### Attività diplomatica
Nel 1971 entrò per concorso nella carriera diplomatica. Dopo aver assolto agli obblighi di leva, quale ufficiale dell'aeronautica italiana, prestò servizio in varie sedi estere: a New York con funzioni di primo segretario alla rappresentanza permanente italiana presso le Nazioni Unite (1973-77) e membro della Delegazione Italiana in Consiglio di Sicurezza (1975-76), al Cairo quale console (1977-81), a Londra quale primo consigliere (1988-92), a Vienna quale ministro (1997-2001), a Madrid quale ambasciatore (2010-12).
È stato fra il 1981 ed il 1988 consigliere di cinque presidenti del Consiglio dei Ministri (Spadolini, Fanfani, Craxi, Goria, De Mita) e successivamente fra il 1992 ed il 1997 di altri cinque: (Amato, Ciampi, Berlusconi, Dini, Prodi). Nel 1994 fu il coordinatore del Vertice G7 di Napoli che contribuì al rilancio turistico di quella città. Nel 1997 è stato Segretario Generale del Comitato Politico-Militare dell'”Operazione Alba”, iniziativa multinazionale promossa dalle Nazioni Unite per garantire lo svolgimento democratico delle prime elezioni libere in Albania. 
Nel 2003 è stato Capo della delegazione per l'Organizzazione della Presidenza Italiana del Consiglio dell'Unione Europea.
Dal 2005 al 2010 ha ricoperto la carica di capo del cerimoniale diplomatico della Repubblica con due Presidenti della Repubblica (Ciampi e Napolitano). Elevato al grado di Ambasciatore nel 2008, è stato nominato Ambasciatore d'Italia a Madrid nel 2010, con accreditamento presso il Regno di Spagna ed il Principato di Andorra, fino al 31 dicembre 2012, data del suo collocamento a riposo.

### Altre attività
Successivamente ha ricoperto dal 2013 al 2017 la carica elettiva di Presidente della “Associazione Villa Vigoni”, istituzione finanziata dai Governi di Roma e di Berlino per promuovere le relazioni fra Italia e Germania nei campi della politica, dell’economia, della cultura, delle arti e delle scienze con sede a Loveno di Menaggio (Como). Ha svolto inoltre funzioni di consulenza al Ministero degli Affari Esteri nel quadro della organizzazione della Presidenza Italiana del Consiglio dell’Unione Europea del 2014 ed alla Presidenza del Consiglio dei Ministri per l'organizzazione del Vertice ASEM di Milano del 2014 e del Vertice G7 di Taormina del 2017. Membro del Gran Magistero dell'Ordine Equestre del Santo Sepolcro di Gerusalemme dal 2014, ne ricopre la carica di Governatore Generale dal 29 giugno 2017.

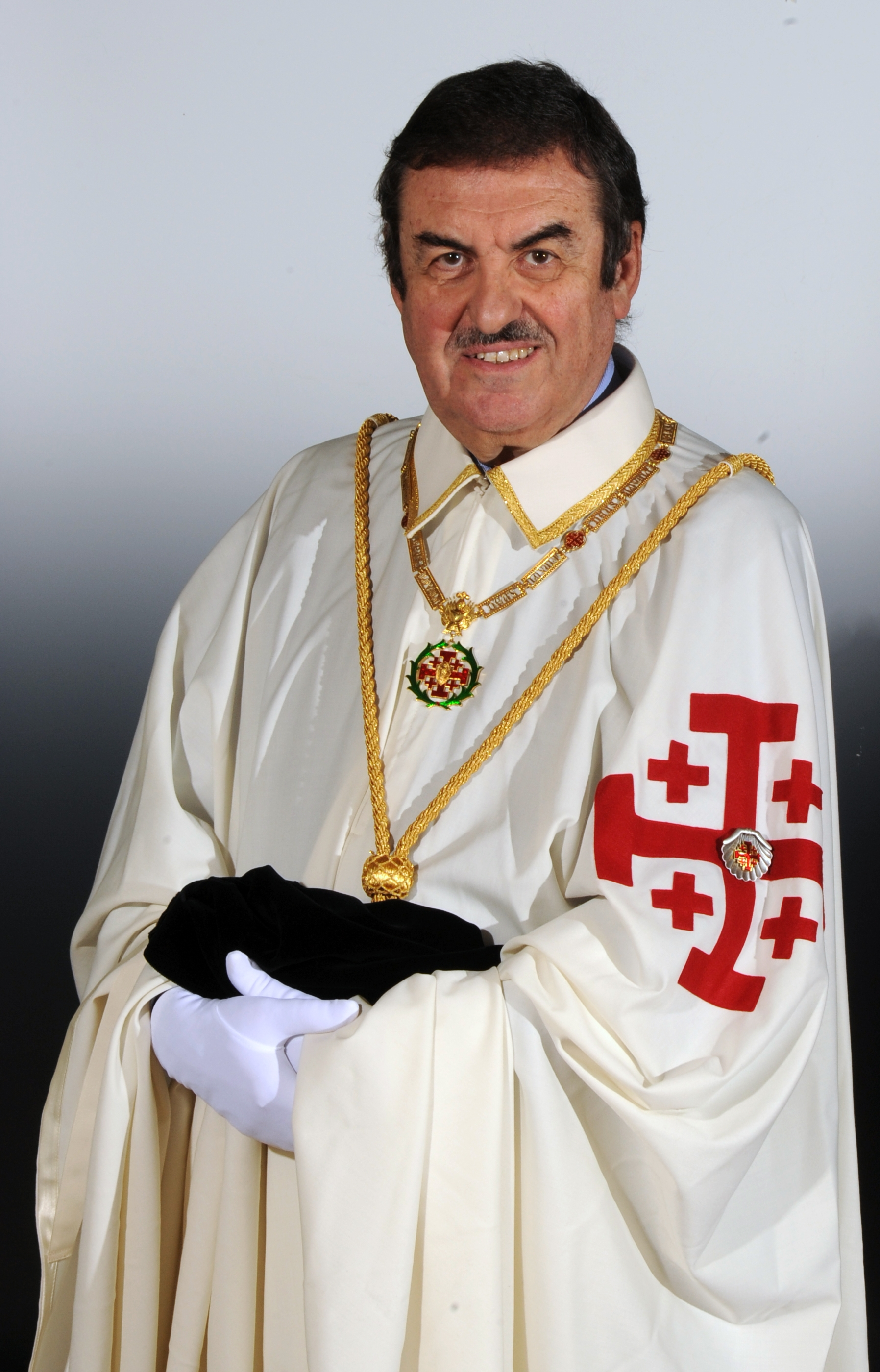
Leonardo Visconti di Modrone con indosso il mantello dell'Ordine Equestre del Santo Sepolcro di Gerusalemme e le decorazioni di Cavaliere di Collare

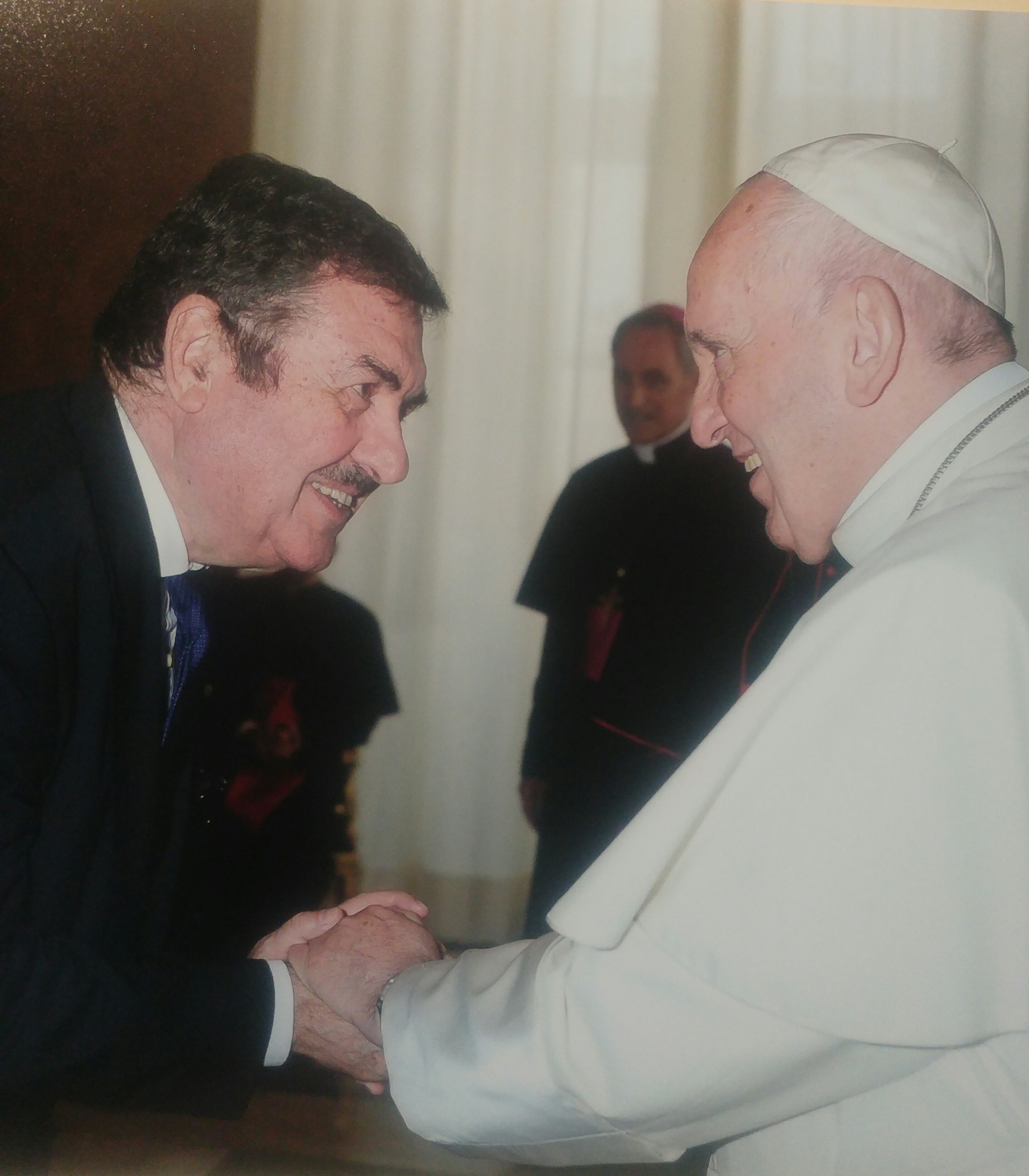
Leonardo Visconti di Modrone, Governatore Generale dell’Ordine Equestre del Santo Sepolcro di Gerusalemme, con Papa Francesco (2018)

In tale veste, in continuità con il suo predecessore, Agostino Borromeo, ed in adesione alle direttive dei Gran Maestri succedutisi, il Cardinale Edwin Frederick O'Brien ed il Cardinale Fernando Filoni, Leonardo Visconti di Modrone ha dato impulso alle attività dell'Ordine promuovendone il rinnovamento nello spirito del nuovo Statuto approvato da Papa Francesco l'11 maggio 2020 ed ampliandone le iniziative benefiche a favore della Terra Santa. Ha promosso altresì il restauro ed il rinnovamento di Palazzo Della Rovere, in via della Conciliazione a Roma, celebre per gli affreschi del Pinturicchio, sede di rappresentanza dell'Ordine.

### Vita privata
Leonardo Visconti di Modrone si è sposato a Fontenovella di Lauro (Avellino) nel 1971 con Anna Sanfelice di Monteforte; è padre di tre figlie.